# Crime informático

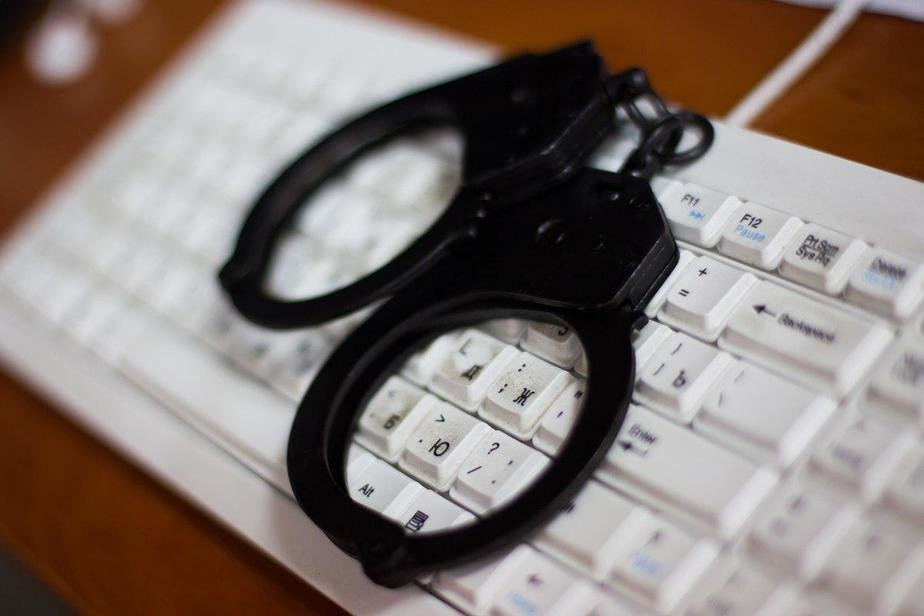
Um teclado e algemas.

Crime digital, crime informático, crime cibernético, cibercrime (em inglês, cybercrime), crime eletrônico (e-crime) são termos aplicáveis a toda a atividade criminosa em que se utiliza de um computador ou uma rede de computadores como instrumento ou base de ataque. De acordo com Kurbalija, o termo ciber permanece sendo utilizado basicamente ao lidarmos com segurança, mas deixou de ser preponderante, como na década de 1990. O prefixo "e-" continua sendo usado nos negócios (como em inglês, e-commerce). O termo crime digital tem sido mais utilizado e é adotado pelo Conselho Nacional de Justiça (CNJ) do Brasil.
Esse crime pode ser perpetrado de diversas maneiras, tais como disseminação de vírus que coletam e-mails para venda de mailing, distribuição de material pornográfico (em especial infantil), fraudes, violação de propriedade intelectual e direitos conexos ou mera invasão de sites para deixar mensagens difamatórias ou insultos dirigidos a instituições, empresas ou pessoas.
O termo "cibercrime" surgiu em Lyon, na França, depois da reunião de um subgrupo das nações do G8 que analisou e discutiu os crimes promovidos via aparelhos eletrônicos ou mediante a disseminação de informações pela internet. Isso aconteceu no final da década de 1990, período em que Internet se expandia pelos países da América do Norte. O subgrupo, chamado "Grupo de Lyon", usou o termo para descrever, de forma muito extensa, todos os tipos de crime praticados na Internet ou nas novas redes de telecomunicações, que se tornavam cada vez mais acessíveis a um grande número de usuários.

## Categorias
Podemos categorizar esse tipo de crime em três maneiras :
- o computador sendo o alvo (ou seja, quando o computador de terceiros é atacado)
- o computador sendo uma “arma” de ataque (ou seja, usar o computador para jogos ilegais ou fraude)
- o computador como um acessório (ou seja, apenas para guardar informações roubadas ou ilegais)[3]

Segundo Guimarães e Furlaneto Neto, Crime Informático significa: "qualquer conduta ilegal, não ética, ou não autorizada que envolva o processamento automático de dados e/ou transmissão de dados". Essa categoria de crime apresenta algumas características, dentre elas: transnacionalidade – pois não está restrita apenas a uma região do globo - universalidade – trata-se de um fenômeno de massa e não de elite - e ubiqüidade – ou seja, está presente nos setores privados e públicos.
O crime por computador pode acarretar danos tanto pessoais como empresariais. Os danos pessoais são obtidos no envio de mensagens com conteúdo pejorativo, falso ou pessoal em nome da pessoa, utilizando somente os dados dos e-mails, na movimentação de contas bancárias com o intuito de fazer transações, saques ou até mesmo pagamento de contas, na utilização de dados de cartão de crédito para fazer compras e na divulgação de fotos ou imagens com intenção de causar danos morais.
As empresas também sofrem com estas invasões nos seus dados e informações confidenciais. Os crimes ocasionam não somente danos financeiros, mas também danos empresariais, visto que as organizações têm que fazer novamente a manutenção das máquinas danificadas.
Podemos categorizar tais crimes em dois tipos básicos: crimes cometidos utilizando o computador como ferramenta para cometer a infração e aqueles que o crime é cometido contra o computador em si, o objeto é danificado ou prejudicado de alguma forma.
De um modo geral crimes informáticos podem ser definidos como toda a atividade criminal que envolva o uso da infra-estrutura tecnológica da informática, incluindo acesso ilegal (acesso não autorizado), interceptação ilegal (por meio de uso de técnicas de transmissão não públicas de dados de computador, para, de ou fora do sistema de computadores), obstrução de dados (danos a dados de computador, deteriorização dos dados, alteração ou supressão da dados de computador), interferência nos sistemas (interferência nos sistemas de computadores quanto a entrada de dados, transmissão, apagamentos, deteriorização, alteração ou supressão de dados de computador), uso indevido de equipamentos, falsificação de IPs e fraude eletrônica.
Atualmente, é comum a mídia internacional utilizar o termo "guerra cibernética" para caracterizar uma série de ataques cibernéticos direcionados a um país. Richard Clarke, especialista em segurança do governo estadunidense, define a guerra cibernética como um conjunto de ações efetuadas por um Estado para penetrar nos ordenadores ou em redes de outro país, com a finalidade de causar prejuízo ou alteração. Por outro lado, Arquilla e Ronfeldt acreditam que a guerra cibernética refere-se ao ato de conduzir e preparar para conduzir operações militares de acordo com princípios relacionados à informação. Em outras palavras, significaria causar disrupção e talvez a própria destruição da informação e dos sistemas de comunicação. Por sua vez, Bruce Schneier, especialista em segurança cibernética, questiona todas as definições existentes de guerra cibernética. Ele afirma que muitas vezes a definição de guerra cibernética não está bem aplicada, pois, ainda não se sabe como é uma guerra no espaço cibernético, quando uma guerra cibernética inicia-se e tampouco se sabe como fica o espaço cibernético após o término da guerra. Para Schneier, tanto os políticos quanto os especialistas em segurança cibernética não estão de acordo quanto à definição adequada para a guerra cibernética. Muitas vezes as guerras mencionadas neste artigo são consideradas guerras retóricas  porque se observa que o conceito de guerra está aplicado em situações que na realidade não ocorrem no âmbito físico. Sem contar que todas as ações que já foram classificadas como guerras cibernéticas poderiam perfeitamente se encaixar em tipos penais já existentes na maioria dos ordenamentos jurídicos dos países democráticos. Além disso, Bruce opina que há uma dificuldade em definir a guerra cibernética porque a maioria das pessoas a confundem com tática de guerra. Ressalta ainda que a impossibilidade de identificar as atribuições dos ataques cibernéticos e de saber seus reais motivos enfraquece a classificação de tais acontecimentos como guerras.
Segundo Sandroni, há um exagero por parte de alguns governos e da própria mídia em enfatizar a existência de guerras cibernéticas quando de fato são em sua maioria atos de espionagem. Este exagero é muito ruim para a democracia, pois, os governos acabam  por tentar controlar cada vez mais o espaço cibernético em nome da segurança nacional. E porventura, alguns países acabam por desrespeitar importantes valores democráticos tal como a privacidade. Para Bruce Scheneir, um ataque cibernético pode ser lançado por criminosos, grupos com motivações políticas, espiões de governos ou do setor privado, terroristas ou militares. As táticas também são variadas: roubo de dados, poisoning, manipulação de dados, ataques de negação de serviço, sabotagem etc. Sendo que as principais táticas são controlar os computadores da rede do adversário e monitorar o inimigo via eavesdropping. Bruce acaba por não definir um conceito de guerra cibernética, mas acredita no aumento de ataques cibernéticos financiados por Estados. Por fim, ressalta-se que a investigadora Gabriela Sandroni observa que a guerra cibernética se molda conforme as características do espaço cibernético, e tem como principal ator o Estado e se caracteriza por suas motivações políticas.

## Histórico
O aparecimento dos primeiros casos de crimes informáticos data da década de 1960, que nada mais eram que delitos onde o infrator manipulava, sabotava, espionava ou exercia uso abusivo de computadores e sistemas. A partir de 1980, houve um aumento das ações criminosas, que passaram a refletir em, por exemplo, manipulações de caixas bancários, abusos de telecomunicação, pirataria de programa e pornografia infantil.

## Classificação
Segundo Guimarães e Furlaneto Neto, os crimes informáticos podem ser classificados em virtuais puros, mistos e comuns.
Crime virtual puro - compreende em qualquer conduta ilícita, a qual atenta o hardware e/ou software de um computador, ou seja, tanto a parte física quanto a parte virtual do microcomputador.
Crime virtual misto - seria o que utiliza a Internet para realizar a conduta ilícita, e o objetivo é diferente do citado anteriormente. Por exemplo, as transações ilegais de valores de contas correntes.
Crime virtual comum - é utilizar a Internet apenas como forma de instrumento para realizar um delito que enquadra no Código Penal, como, por exemplo, distribuição de conteúdo pornográfico infantil por diversos meios, como messengers, e-mail, torrent ou qualquer outra forma de compartilhamento de dados.
O criminoso informático é denominado cracker, e este pode ser classificado em dois tipos: interno e externo. Interno são aqueles indivíduos que acessam indevidamente informações sigilosas de um nível superior. Normalmente são funcionários da empresa ou servidores públicos. O externo é aquele que não tem acesso e utiliza um computador ou redes externas, ressaltando que não tem ligação à organização que ataca.

## Segurança
O problema da segurança informática pode ser decomposto em vários aspectos distintos, sendo mais relevantes os seguintes:
Autenticação - é um dos aspectos fundamentais da segurança. Em muitos casos, antes de fazer sentido qualquer tipo de comunicação ou qualquer tipo de mecanismo para a garantia de outros aspectos de segurança, há que previamente garantir que as entidades intervenientes são quem afirmam ser. A autenticação é o processo através da qual é validada a entidade de um utilizador.
Confidencialidade - reúne as vertentes de segurança que limitam o acesso à informação apenas às entidades autorizadas (previamente autenticadas), sejam elas utilizadores humanos, máquinas ou processos.
Integridade - permite garantir que a informação a ser armazenada ou processada é autêntica, isto é, que não é corrompida.
Ainda tem o princípio da disponibilidade que os computadores e a rede tem que esta disponível a todos momentos não podendo cair em nível global, ou seja, a informação deve estar sempre disponível para os que dela necessitarem usar.

## Crimes contra o computador
O computador pode sofrer diversos tipos de conseqüências, podendo vir a ser danificado parcialmente ou até mesmo totalmente.
Os crimes informáticos contra a máquina são aqueles que irão causar algum tipo de dano à máquina da vítima. Este, por sua vez, ocorre através de algum programa malicioso que é enviado via Internet, ou através dos infectores de Boot (dispositivo de inicialização do computador). São diversas formas de ataque que um computador pode sofrer, como os ataques através dos vírus, dos worms e pelo trojan.

## Crimes através do computador
Uma das possíveis maneiras de se cometer um crime informático é utilizar-se de um computador para obter dados sobre o usuário da máquina. O computador é apenas o meio com o qual a pessoa pretende obter os dados, e uma das muitas maneiras de se obter tais dados é utilizando programas spywares. Esses programas, aparentemente inofensivos, tentam ir atrás de informações mais simples como sites em que o usuário navega até senhas que por ventura venham estar em algum arquivo do computador.
Um programa spyware pode vir acompanhado de Hijackers, ou seja, alterações nas páginas de web em que o usuário acessa. É o crime mais utilizado nos dias atuais, pois é através de alterações nas páginas, que estariam teoricamente seguras, que os hackers conseguem enganar os usuários mais desavisados e distraídos, que acabam fornecendo as informações desejadas. As invasões, além de poderem atacar o computador de um usuário, podem utilizá-lo como ponte de acesso para outras invasões maiores, protegendo assim os hackers, caso venham a serem descobertos. Uma grande curiosidade acerca dos crimes que vêm nos e-mails é a falsa ideia de que existem vírus de e-mail. Na verdade, a simples leitura da mensagem não acarreta nenhum mal; o que existe são e-mails contaminados por vírus e programas, enviados na forma de links (falsos) ou documentos anexos à mensagem, os quais são abertos pelo próprio usuário. Esses documentos anexos podem conter spywares, vírus e worms.
Os hackers podem roubar dados confidenciais de um computador altamente seguro apenas tocando nas vibrações de um ventilador do sistema de refrigeração.

## Cuidados com o e-mail
O exemplo mais clássico de uma tentativa de crime é são as mensagens de e-mail recebidas, seja na caixa pessoal ou da empresa, contendo um link que, ao ser clicado, pede autorização para instalar determinado programa. A partir daí, o programa absorve informações do usuário, tais como contas de e-mail, contatos, sites acessados, e as envia para uma pasta codificada, que, por sua vez, é enviada para um servidor e armazenada numa base de dados. É importante ressaltar que a arquitetura e os protocolos não foram estruturados para confirmar se o que foi enviado, a partir do computador, foi enviado através de um comando do usuário. Mensagens de Phishing parecem ser enviados por organizações legítimas como PayPal, UPS, uma agência do governo ou seu banco; entretanto, elas são em fato falsas mensagens. Os e-mails pedem de forma educada por atualizações, validação ou confirmação de informações da sua conta, sempre dizendo que houve algum problema. Você é então redirecionado a um site falso e enganado a apresentar informações sobre a sua conta, que podem resultar em roubos de identidade.
Especialistas orientam  os utilizadores da internet a não abrir mensagens de  e-mail que contenham arquivos anexos suspeitos (em formatos  arquivo.exe, por exemplo), mesmo quando, aparentemente, tenham sido enviados por remetentes conhecidos. Também se deve desconfiar de mensagens contendo avisos "urgentes", enviados por bancos ou órgãos governamentais, e orientando o usuário a clicar em um link (geralmente falso) para se livrar de um (geralmente falso) problema.   Jamais se deve clicar em links enviados por essas mensagens. Mensagens contendo ofertas comerciais "imperdíveis", que o usuário não tenha solicitado, ou "prêmios" mal explicados também devem ser simplesmente ignorados e apagados. Também é conveniente evitar o acesso a sites de conteúdo duvidoso, aos quais, algumas vezes, o usuário é conduzido involuntariamente. Finalmente, é essencial que o internauta disponha de um bom antivírus, sempre ativo e atualizado.

## Intrusos ao sistema
Os intrusos dos sistemas actuam de duas formas distintas:
- 1) os intrusos passivos procuram apenas ler ficheiros não autorizados
- 2) os intrusos activos actuam de forma maliciosa, procurando efectuar alterações não autorizadas nos dados

A descoberta desses conteúdos está cada vez mais difícil devido ao uso de técnicas criptográficas, as quais permitem esconder a informação em textos ou outros documentos, enviando-os sem serem perceptíveis.

## Hackers, PhreakersePirates
Existe uma camada de "cybercriminosos" que, pela sua longa e ativa permanência no meio, merecem um destaque especial. Estes "cybercriminosos" existiam mesmo antes de a Internet se popularizar da forma como fez nos últimos anos.
Assim, independentemente de partilharem o meio com muitos outros utilizadores "normais" (milhões e milhões, no caso da Internet), os h/p&p formam uma micro-sociedade que difere de todas as outras por ser mais invisível e resguardada. É esta invisibilidade que leva com que surjam definições para estes indivíduos.
Apesar do termo hacker ter sido usado desde os anos 50 para descrever programadores "free-lancer" e de tecnologia de ponta, essa conotação tem caído em desuso, dando lugar a uma outra que tem sido popularizada pelos media: hacker é aquele que obtém acesso não autorizado a um sistema de computadores.
No entanto, é frequente o uso da palavra hacker em qualquer tipo de crime relacionado com computadores.
O uso indiscriminado dos termos para referir as muitas e variadas formas não ortodoxas de uso de computadores tem sido contra a compreensão da extensão destas atividades. Podemos então dar as seguintes definições mais acuradas:
Hacker - Indivíduo associado especializado em obter acesso não autorizado em sistemas e redes de computadores;
Phreaker - Indivíduo associado especializado em obter informação não autorizada sobre o sistema telefónico;
Pirate - Indivíduo especializado em reunir e distribuir software protegido por copyright.

## No Brasil
O cibercrime é uma prática constante no Brasil. Em 2002, o Brasil liderou o ranking mundial de cibercrime, segundo um levantamento da empresa britânica mi2g. A empresa Ipsos Tambor, parceira da AVG, constatou em 2008 que o Brasil lidera o ranking de ataques a contas bancárias por hackers. Só na área da pirataria de software, a indústria de programas para computador estimou o prejuízo em US$ 1,617 bilhão para 2007 no Brasil. Além disso, uma pesquisa realizada pela Symantec (responsável pelo antivírus Norton) mostrou que no país, são registradas mais de 3 mil violações de segurança por dia, o que é superior à média mundial. Relatório da Norton by Symantec apontou que 62 milhões de brasileiros foram vítimas de cibercrime em 2017 - o que representava 61% da população adulta conectada do país.

### Projeto de Lei
Contextualizado a essa realidade, o senador Eduardo Azeredo (PSDB-MG) elaborou, em 2003,  um projeto de lei (PL) que pretende definir regras para controlar o uso da Internet. Regras como essas que tipificam a prática do cibercrime. O projeto nº 1503/03 foi aprovado como a Lei 10.740/03.
Em 2005, Azeredo relatou um outro projeto de lei. Desta vez, a proposta definia crimes de informática como: difusão de vírus, acesso não autorizado, "phishing" que para roubar senhas e outras informações de conta bancária e cartões de crédito, ataques à rede de computadores.
No ano de 2006, o PL, foi alterado por Azeredo, que transformou a penalização ao provedor. Para algumas pessoas, o projeto é demasiadamente exagerado pois fere a liberdade e o progresso do conhecimento na internet brasileira. O PL que apresenta propostas para combater os crimes de informática foi aprovado pela Comissão de Ciência e Tecnologia (CCT) do Senado no dia 12 de dezembro 2007.
A proposição altera o Decreto-Lei nº 2848, de 7 de dezembro de 1940 - Código Penal e a Lei nº 9296, de 24 de julho de 1996, que dispõe sobre os crimes cometidos na área de informática, e suas penalidades, dispondo que o acesso de terceiros, não autorizados pelos respectivos interessados, a informações privadas mantidas em redes de computadores, dependerá de prévia autorização judicial).
De acordo com o capítulo IV do projeto de lei, aceder, mediante violação de segurança, rede de computadores, dispositivo de comunicação ou sistema informatizado, protegidos por expressa restrição de acesso, é considerado crime com pena de reclusão, de um a três anos, e multa.
Segundo as propostas de Eduardo Azeredo, são também definidas e consideradas como crime, outras práticas ligadas ao acesso à Web, tais como:
- Obtenção, transferência ou fornecimento não autorizado de dado ou informação;
- Divulgação ou utilização indevida de informações e dados pessoais;
- Inserção ou difusão de código malicioso.

## Crimes informáticos no Brasil

Cracker preso pela Polícia Federal brasileira

A atuação da polícia em crimes de computador requer investigação especializada e ação efetiva. Não existem no Brasil policiais preparados para combater esse tipo de crime, faltando visão, planejamento, preparo e treinamento.
Empresas em diversos pontos do País têm sido vítimas dos crimes de computadores, e o fato só não é mais grave, porque existe a "síndrome da má reputação", que leva as empresas a assumirem os prejuízos, encobrindo os delitos, ao invés de ter uma propaganda negativa, e também porque o grupo de criminosos digitais ainda é pequeno.
Em uma pesquisa divulgada pela consultoria Mi2g Intelligence Unit, em dezembro de
2004, foi constatado que o Brasil é o sétimo de dez países que mais possuem hackers responsáveis pelas invasões de sites no mês de outubro de 2004. Além disso, o Brasil é considerado um dos países que tem mais hackers ativos no mundo, com 75% dos ataques às redes mundiais partindo do Brasil.
Os criminosos digitais brasileiros agem em campos diversos, como roubo de identidade, fraudes de cartão de crédito, violação de propriedade intelectual e protestos políticos. 30% dos crimes de agressões digitais (assédio, mensagens sexuais indesejadas, cyberbullying e misoginia) registradas no Brasil envolvem parentes, amigos ou conhecidos das vítimas.
De acordo com a empresa britânica de segurança da informação, a cópia de software e dados protegidos por direitos autorais e pirataria, bem como o vandalismo on-line, são alguns dos métodos ilícitos cada vez mais adotados por hackers brasileiros.
Outro recorde alcançado pelos piratas do Brasil foi o número de grupos de hackers na lista TOP 10, dos "dez mais ativos". O Brasil ocupa todas as posições.
Com isso, eles conseguiram que o português se tornasse a língua oficial do movimento hacker na internet.
A proliferação de ferramentas gratuitas para ataques, as poucas leis para a prevenção dos crimes digitais e o crescente índice de grupos organizados para explorar oportunidades para o "cybercrime" são as principais causas apontadas pelo estudo para o aumento dessas ações na internet.
Poucos hackers brasileiros têm a mesma especialização em computadores como têm os europeus que vêm atacando desde os anos 90, que até mesmo chegaram a escrever seus próprios programas para garantir ataques bem sucedidos.
Desde 1995, a Polícia Civil de São Paulo orgulha-se de ter dado o primeiro passo em harmonia com a vanguarda internacional da investigação digital, ao ser a primeira instituição da América Latina a possuir página na Rede Internacional de Dados - Internet, com diversas informações sobre a atividade policial desenvolvida, orientações de auxílio ao cidadão, bem como campo para receber sugestões e denúncias, além de um arquivo com fotos digitalizadas dos criminosos mais procurados pela polícia, e fotos de crianças desaparecidas.
A Polícia Civil de São Paulo, através do DCS - Departamento de Comunicação Social, vem, há algum tempo, efetuando investigações de crimes por computadores com muito sucesso - apesar de não existir atribuição administrativa para tanto, existe apenas o embasamento jurídico do próprio Código de Processo Penal (art. 6º e incisos) - e decisões em inquéritos policiais, bem recebidos pelo Ministério Público e Juiz Corregedor da Capital.

### Denúncias de crimes
As denúncias de crimes praticados pela Internet tem aumentado. Dados do Ministério Público Federal (MPF) apontam que entre 2007 e 2008 o número de procedimentos abertos na Procuradoria para investigar crimes cibernéticos subiu 318%. Em 2007, foram abertas 620 investigações, menos de um terço dos 1.975 procedimentos abertos somente no ano passado. De acordo com a assessoria de comunicação da entidade, três denúncias feitas em 2007 são investigadas pelo MPF de Bauru.
Em 11 de Fevereiro de 2009, Dia Mundial da Internet Segura, a SaferNet – entidade voltada ao combate aos crimes e violações aos Direitos Humanos na Internet – em parceria com o Departamento da Polícia Federal (DPF) e o MPV, divulgaram os indicadores anuais sobre as denúncias de delitos relacionados à rede mundial.
Os dados da Central Nacional de Denúncias de Crimes Cibernéticos mostram que em 2008 foram denunciadas 91.038 páginas da Internet, das quais 57.574 (63,2%) referentes ao crime de pornografia infantil. A variação em comparação com o período anterior é três vezes superior. O endereço eletrônico da SaferNet disponibiliza uma ferramenta que possibilita acompanhar e comparar a quantidade de denúncias sobre páginas consideradas criminosas.

### Crime informático segundo os meios jurídicos
Crime informático é aquele que tutela o bem jurídico inviolabilidade dos dados informáticos.
Vianna (2003:13-26) classifica os crimes informáticos em:
- Crimes informáticos impróprios: aqueles nos quais o computador é usado como instrumento para a execução do crime, mas não há ofensa ao bem jurídico inviolabilidade da informação automatizada (dados). Exemplos de crimes informáticos impróprios podem ser calúnia (art. 138 do CP Brasileiro), difamação (art. 139 do CP Brasileiro), injúria (art. 140 do CP Brasileiro), todos podendo ser cometidos, por exemplo, com o envio de um e-mail.
- Crimes informáticos próprios: aqueles em que o bem jurídico protegido pela norma penal é a inviolabilidade das informações automatizadas (dados). Como exemplo desse crime temos a interceptação telemática ilegal, prevista no art. 10 da lei 9296/96 (Lei federal Brasileira).
- Delitos informáticos mistos: são crimes complexos em que, além da proteção da inviolabilidade dos dados, a norma visa a tutelar bem jurídico de natureza diversa.
- Crimes informáticos mediatos ou indiretos: é o delito-fim não informático que herdou esta característica do delito-meio informático realizado para possibilitar a sua consumação.

### As leis no Brasil
O Brasil é um país onde não se tem uma legislação definida e que abrange, de forma objetiva e geral, os diversos tipos de crimes cibernéticos que ocorrem no dia-a-dia e que aparecem nos jornais, televisão, rádio e revistas. A mídia é a principal ferramenta de propagação desses acontecimentos e como conseqüência disso, o crescimento do comércio e mercado virtual fica prejudicado por não se existir uma grande segurança para os usuários contra esses crimes informáticos.
Na ausência de uma legislação específica, aquele que praticou algum crime informático deverá ser julgado dentro do próprio Código Penal, mantendo-se as devidas diferenças. Se, por exemplo, um determinado indivíduo danificou ou foi pego em flagrante danificando dados, dados estes que estavam salvos em CDs de sua empresa, o indivíduo deverá responder por ter infligido a Lei 163 do Código Penal, que é "destruir, inutilizar ou deteriorar coisa alheia: pena – detenção, de um a seis meses, ou multa". Os crimes informáticos, mesmo sem uma lei específica, podem ser julgados pela Lei brasileira. Seguem abaixo os principais crimes, ressaltando de que são crimes contra o computador, portanto um bem, e que são previstos no Código Penal Brasileiro.
Pirataria - Copiar em CDs, DVDs ou qualquer base de dados sem prévia autorização do autor é entendido como pirataria de acordo com a Lei 9.610/98. De acordo com o Art. 87 da mesma lei, "o titular do direito patrimonial sobre uma base de dados terá o direito exclusivo, a respeito da forma de expressão da estrutura da referida base". A mesma lei também não protege os criminosos que copiam sem prévia autorização programas de softwares. As penas podem variar de 2 meses a 4 anos, com aplicação ou não de multa, a depender se houve reprodução parcial ou total, venda e se foi oferecida ao público via cabo, fibra óptica.
Dano ao patrimônio - Previsto no art.163 do Código Penal. O dano pode ser simples ou qualificado, sendo considerado qualificado quando "o dano for contra o patrimônio da União, Estado, Município, empresa concessionária de serviços públicos ou sociedade de economia mista". Observe que para qualificado o objeto do dano deverá ser União, Estado, Município, empresa concessionária de serviços públicos ou sociedade de economia mista, podendo ser aplicado, por exemplo, aqueles crimes de sabotagem dentro de repartições públicas. A mesma lógica é utilizada quando se trata de vírus, por ser considerada como tentativa (perante comprovação) de dano. A punição para dano simples é de detenção, de um a seis meses, ou multa. Já para dano qualificado, a pena prevista é detenção de seis meses a três anos e multa.
Sabotagem informática - A sabotagem, em termos econômicos e comerciais, será a invasão de determinado estabelecimento, visando prejudicar e/ou roubar dados. Segundo Milton Jordão, "consiste a sabotagem informática no acesso a sistemas informáticos visando a destruir, total ou parcialmente, o material lógico ali contido, podendo ser feita através de programas destrutivos ou vírus". A Lei apenas prevê punição de 1 a 3 anos de prisão e multa, porém não inclui a sabotagem informática em seu texto.
Pornografia infantil - o art. 241 do Estatuto da Criança e do Adolescente proíbe "apresentar, produzir, vender, fornecer, divulgar ou publicar, por qualquer meio de comunicação, inclusive rede mundial de computadores ou internet, fotografias ou imagens com pornografia ou cenas de sexo explícito envolvendo criança ou adolescente". A punição para quem infrinja este artigo do estatuto é de detenção de 2 a 6 anos e multa.
Apropriação indébita - O Código Penal faz menção apenas à apropriação indébita de bens materiais, tais como CPU, mouse e monitor, ficando excluídos desses a apropriação de informações. Contudo, se a apropriação se deu através de cópia de software ou de informações que legalmente pertencem a uma instituição, podem-se aplicar punições por pirataria. A pena para apropriação indébita está prevista no artigo 168 sendo de reclusão de 3 a 6 anos e multa para quem praticar ato fraudulento em benefício próprio.
Estelionato - Neste tipo de crime, o Código Penal pode ser aplicado de acordo com o seu artigo 171, desde que o mesmo tenha sido consumado. Segundo Da Costa (1997), "consuma-se pelo alcance da vantagem ilícita, em prejuízo alheio. É também admissível, na forma tentada, na sua amplitude conceitual, porém é de ser buscado o meio utilizado pelo agente, vez que impunível o meio inidôneo". A pena é de reclusão de 1 a 5 anos e multa.
Divulgação de segredo - O Código Penal nada cita caso o segredo seja revelado via computador, sendo tratado da mesma forma que divulgado por documento, por se tratar de uma forma de correspondência.
Invasão de dispositivo informático alheio - O tipo penal foi criado através da lei 12.737/2012, sancionada pela então presidenta Dilma, que atualizou o Código Penal Brasileiro. A nova legislação ficou conhecida como Lei Carolina Dieckmann, devido à polêmica envolvendo a divulgação não consensual de fotografias íntimas da atriz.
Divulgação de cena de estupro ou de cena de estupro de vulnerável, de cena de sexo ou de pornografia - crime introduzido ao Código Penal através da lei 13.718/2018, sancionada pelo presidente do Supremo Tribunal Federal Dias Toffoli, na posição de Presidente da República em exercício.